# Leandra fluminensis
Leandra fluminensis är en tvåhjärtbladig växtart som beskrevs av Célestin Alfred Cogniaux. Leandra fluminensis ingår i släktet Leandra och familjen Melastomataceae. Inga underarter finns listade i Catalogue of Life.